# Biancosarti

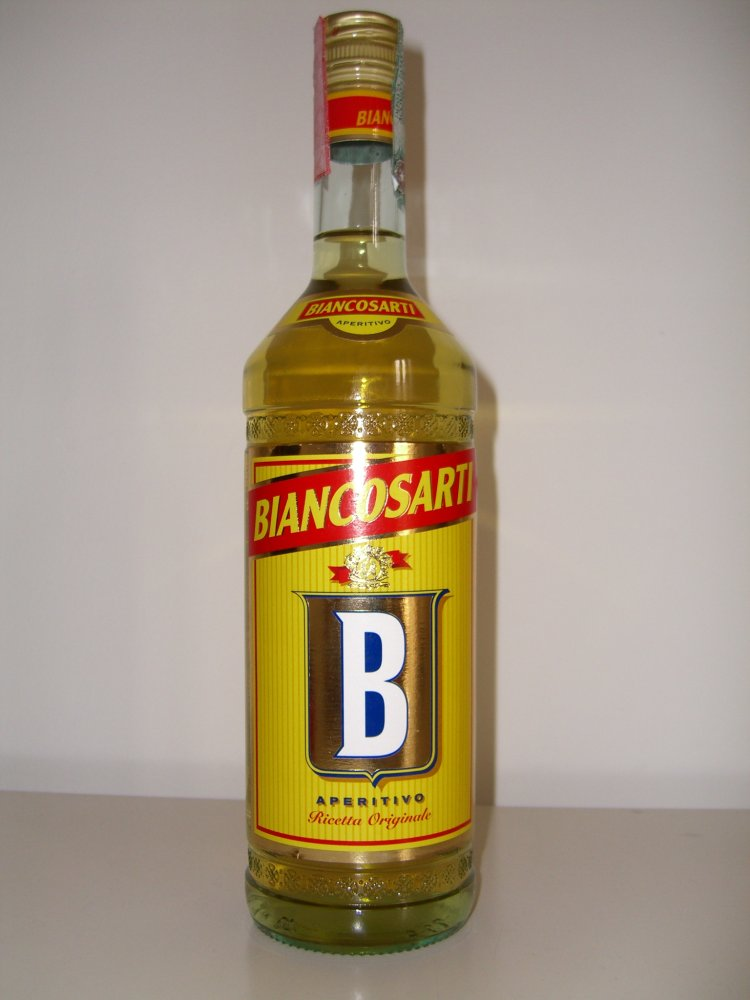
Une bouteille de Biancosarti

Le Biancosarti est un amer italien appartenant au groupe Campari depuis 1995. C'est un amer apéritif sucré et aromatique à base d'herbes, d'épices et de fleurs, d'écorces et de racines.

## Caractéristiques
Biancosarti est de couleur jaune clair, au goût sucré et au parfum fleuri, à dominante de gentiane et titre 28 %. Il se boit en apéritif, sec, avec de la glace ou bien souvent avec de l'eau de Seltz, ou en cocktail.

## Publicité
Le slogan de Biancosarti en Italie est resté le même depuis l'après-guerre jusqu'à il y a peu : « Biancosarti: l'aperitivo vigoroso » (L'apéritif vigoureux), en référence à son degré en alcool, son goût épicé et ses prétendues vertus tonifiantes. Diverses saynètes de l'émission publicitaire Carosello, avec Giorgio Gaber notamment, ou les publicités des années 1980 avec Kojak restent dans les mémoires.
Longtemps réservé à l'ancienne génération, le Biancosarti a connu un retour dans les années 2000 en Italie, à cause de son côté vintage. On a pu voir à cette occasion un spot publicitaire mettant en scène Jason du film d'horreur Vendredi 13, avec le slogan "L'insolito aperitivo" (L'apéritif insolite).

## Anecdotes
- Le Biancosarti est considéré cousin du Cynar du fait de l'utilisation d'un même type de bouteille aux bourrelets et liserés reconnaissables.
- En référence au côté « vigoureux » de la boisson, le groupe Oi! italien Billy Boy a intitulé son premier album: Biancosarti, Trippa e Sodomia.